# Sân bay quốc tế London
Sân bay quốc tế London (IATA: YXU, ICAO: CYXU) (tên tiếng Anh: London International Airport hay London Airport) là một sân bay có cự ly 5 NM (9,3 km; 5,8 mi) về phía đông bắc thành phố London, Ontario, Canada. Năm 2009, sân bay này đã phục vụ 501.836 lượt hành khách và năm 2011 là sân bay bận rộn thứ 20 ở Canada về số lượt chuyến với 94.747 lượt chuyến. Các hãng hàng không hoạt động tại sân bay này gồm có Air Canada Express, United Express (vận hành bởi SkyWest Airlines), và WestJet.

## Lịch sử
Sân bay này được xây dựng trong gần 1939 Crumlin, trên một địa điểm thời điểm đó nằm ngoài giới hạn thành phố London, nhưng đã được sáp nhập vào thành phố. Đó là một căn cứ không quân dưới sự chỉ huy của Kế hoạch đào tạo hàng không Khối thịnh vượng chung, nơi mà các phi công từ Khối thịnh vượng chung Anh và các thuộc địa cũ đã được đào tạo như là một cống thời gian này.
Với việc hãng hàng không WestJet phục vụ tại sân bay này trong thời gian đầu những năm 2000, việc mở rộng nhà ga là cần thiết. Kết quả là, nhà ga của sân bay này đã được cải tạo hoàn toàn và mở rộng để đáp ứng nhu cầu hành khách hoàn thành vào năm 2003.

## Hãng hàng không và tuyến bay

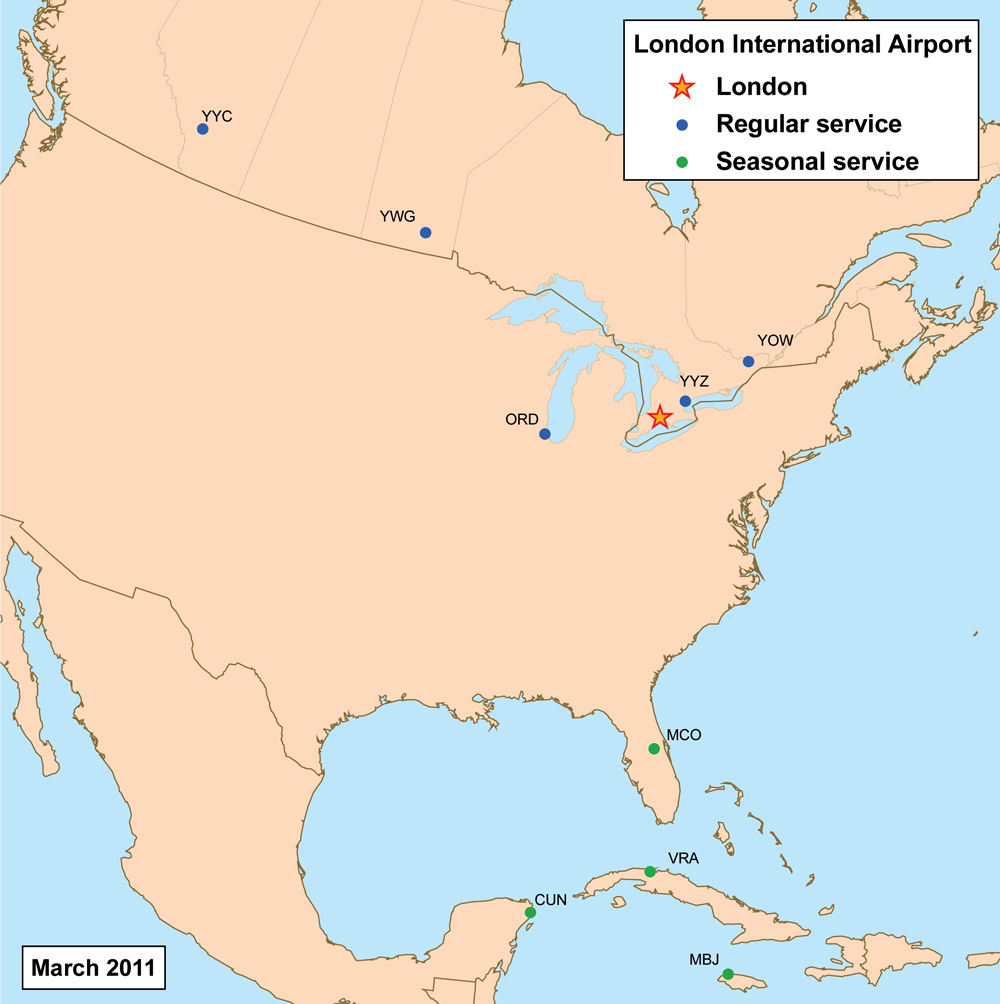
Các điểm đến bay thẳng từ sân bay quốc tế London

| Hãng hàng không                              | Các điểm đến                                                  |
| -------------------------------------------- | ------------------------------------------------------------- |
| Air Canada Express vận hành bởi Jazz Air     | Ottawa, Toronto-Pearson                                       |
| CanJet                                       | Theo mùa: Cancún                                              |
| United Express vận hành bởi SkyWest Airlines | Chicago-O'Hare                                                |
| WestJet                                      | Calgary Theo mùa: Orlando, Varadero [từ 21/12/2012], Winnipeg |
| Sunwing Airlines                             | Theo mùa: Varadero                                            |